# Opius blancasi
Opius blancasi är en stekelart som beskrevs av Fischer 1966. Opius blancasi ingår i släktet Opius och familjen bracksteklar. Inga underarter finns listade i Catalogue of Life.